# Liste der Officers des Order of Canada/Z
Diese Liste gibt einen Überblick aller Personen, die mit der Auszeichnung Officer of the Order of Canada ausgezeichnet wurden.

## Z
1. Ayala Zacks-Abramov
2. Eberhard H. Zeidler
3. Mozah Zemans
4. Adam Hartley Zimmerman
5. Adam Hartley Zimmerman Jr.
6. Bernard Zinman
7. Alvin Zipursky (2011)
8. George B. Zukerman